# Henrys Ahorn
Henrys Ahorn (Acer henryi) ist eine Pflanzenart aus der Gattung der Ahorne (Acer) in der Familie der Seifenbaumgewächse (Sapindaceae). Das Verbreitungsgebiet liegt in China.

## Beschreibung

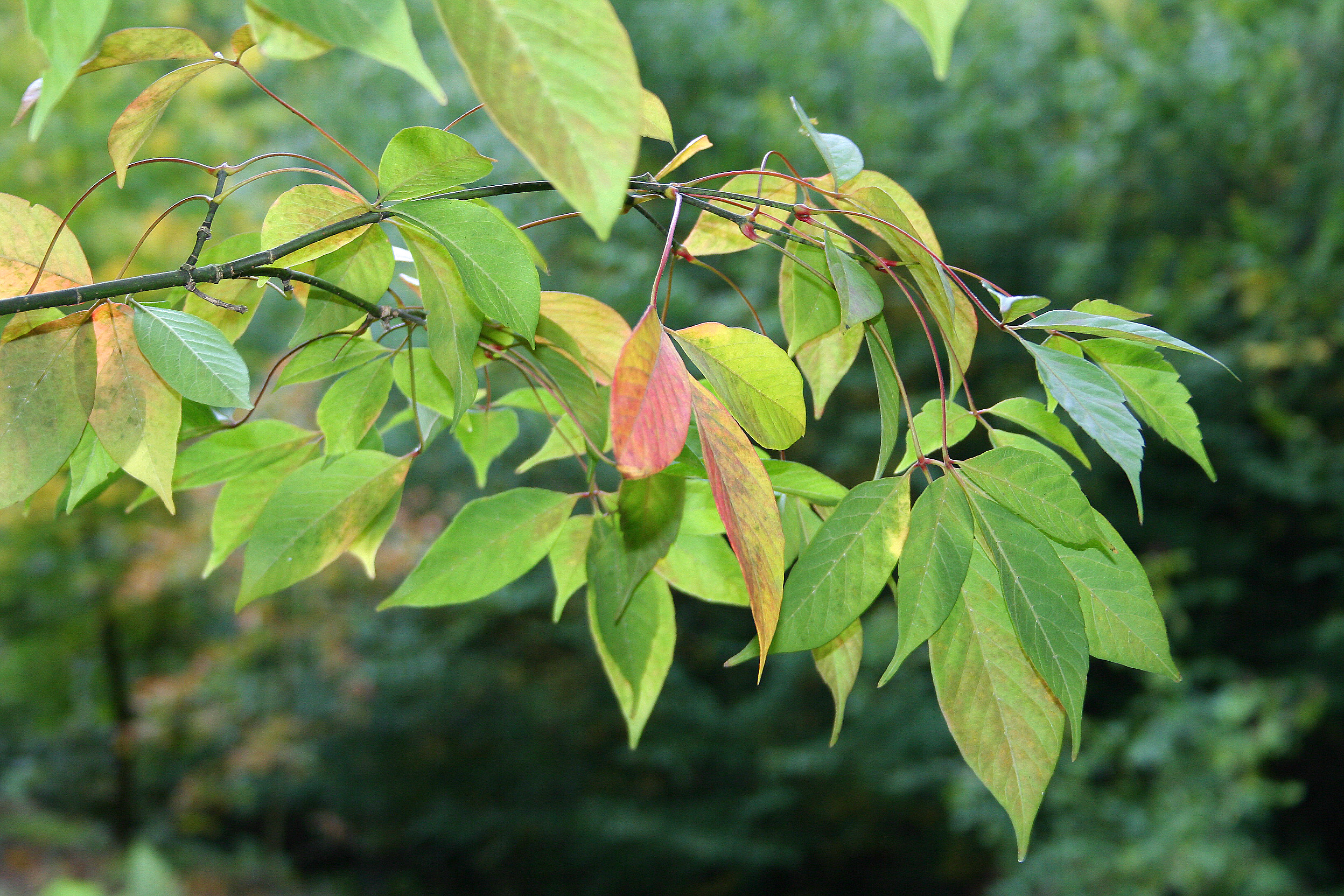
Blätter

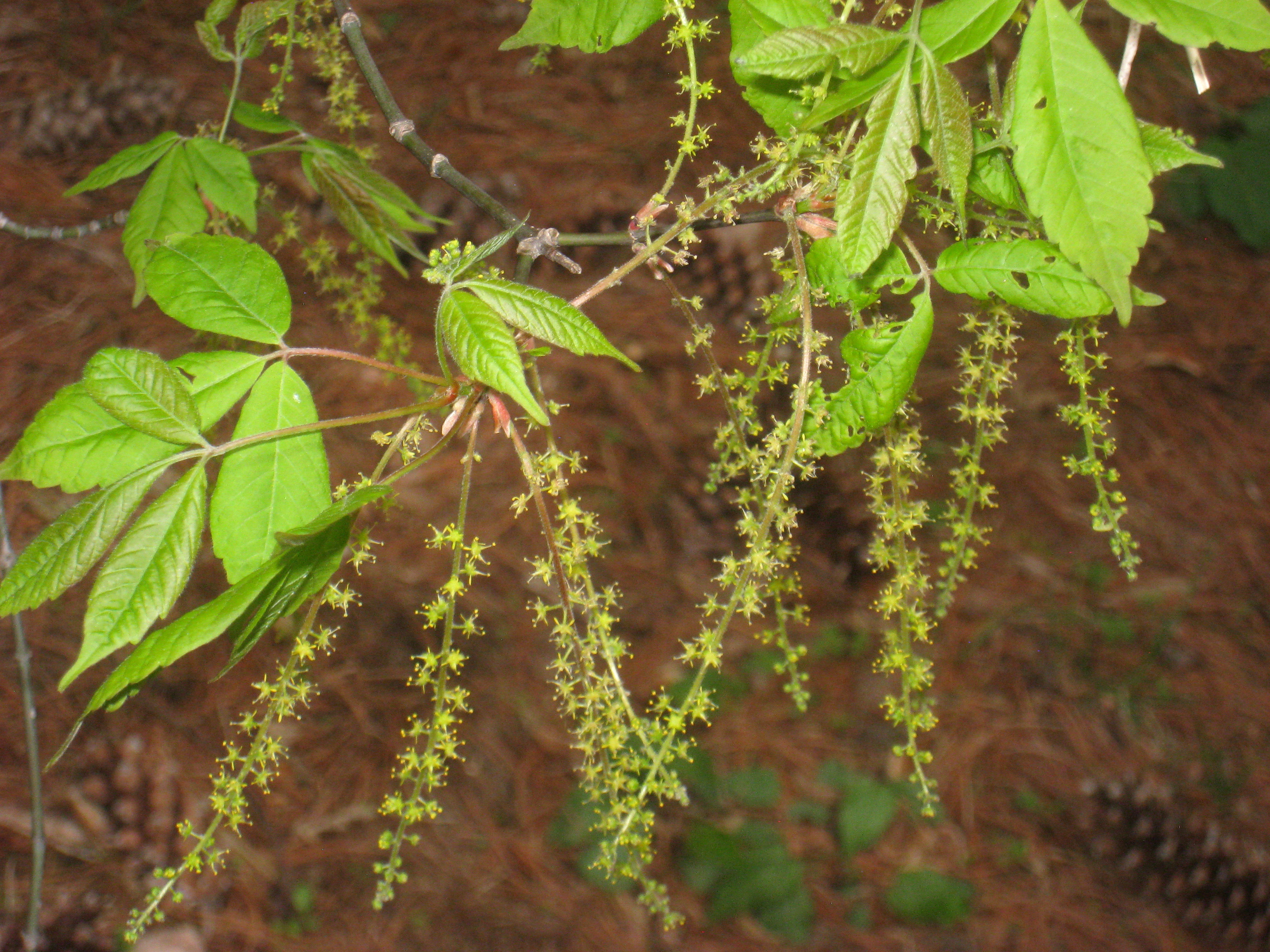
Blütenstände und junge Laubblätter

### Vegetative Merkmale
Henrys Ahorn ist ein kleiner bis über 10 Meter hoher, breitkroniger Baum oder großer Strauch. Die Rinde der Zweige ist anfangs grün sowie behaart und später olivgrünen sowie kahl. Der Stammdurchmesser erreicht über 25 Zentimeter. Die relativ glatte Borke ist gräulich bis braun-grau.
Die gegenständigen Laubblätter sind in Blattstiel und -spreite gegliedert und dreizählig. Der schlanke, oft rötliche, leicht behaarte bis kahle Blattstiel ist 5 bis 10 Zentimeter lang. Die leicht ledrigen Blättchen sind kurz gestielt, 5 bis 10 Zentimeter lang, elliptisch oder eiförmig bis verkehrt-eiförmig, zugespitzt bis geschwänzt, manchmal stumpf, mit keilförmiger bis stumpfer Basis. Der Blattrand ist, vor allem bei jungen Blättern, vorderseits entfernt gröber bis feiner gesägt oder ganz. Beide Blattseiten sind mattgrün, die Nerven sind, vor allem unterseits behaart. Im Herbst färben sich die Laubblätter rot.

### Generative Merkmale
Acer henryi ist zweihäusig getrenntgeschlechtig (diözisch). Die kurz gestielten Blüten sind in oft hängenden, schlanken, behaarten, oft rötlichen, traubigen Blütenständen angeordnet und erscheinen noch vor oder mit den Laubblättern. Die kleine, grünlich-gelbe und funktionell eingeschlechtige, vierzählige Blüte ist radiärsymmetrisch mit doppelter Blütenhülle. Die Blütenstiele und außen die Kelchblätter sind behaart. Es sind bei den männlichen Blüten vier vorstehende Staubblätter mit im unteren Teil abgeflachten Staubfäden und ein Pistillode ausgebildet. Der Fruchtknoten der weiblichen Blüten ist kahl und es sind Staminodien vorhanden. Es ist jeweils ein kahler Diskus vorhanden.
Die zweiteiligen und geflügelten Spaltfrüchte befinden sich in einem 10 bis 15 Zentimeter langen, hängenden Fruchtstand. Die einsamige Teilfrucht ist etwa 2,5 Zentimeter lang und anfangs rot gefärbt. Die Flügel sind spitz- bis rechtwinklig gespreizt.

## Phänologie
Die Blütezeit liegt in China im April und sie fruchtet im September.

## Vorkommen
Das Verbreitungsgebiet liegt in den chinesischen Provinzen Anhui, Gansu, Guizhou, Henan, Hubei, Hunan, Jiangsu, Shaanxi, Shanxi, Sichuan und Zhejiang. Dort wächst Acer henryi in artenreichen Mischwäldern, in Höhenlagen von 500 bis 1500 Metern. Sie gedeiht auf frischen bis feuchten, sauren bis neutralen, sandig-humosen oder lehmig-humosen Böden an sonnigen bis lichtschattigen Standorten. Henrys Ahorn ist anspruchsvoll, wärmeliebend und meist frosthart.

## Systematik
Die Erstbeschreibung von Acer henryi erfolgte 1889 durch Ferdinand Albin Pax in Hooker’s Icones Plantarum; or Figures, with brief Descriptive Characters and Remarks of New or Rare Plants Tafel 19, t. 1896.
Die Art Acer henryi gehört zur Sektion Acer sect. Negundo in der Gattung Acer.

## Verwendung
Die Art wird sehr selten wegen ihrer beeindruckenden Herbstfärbung als Ziergehölz verwendet.